# SN 2007gh
SN 2007gh – supernowa typu II odkryta 29 lipca 2007 roku w galaktyce A021031+0219. W momencie odkrycia miała maksymalną jasność 19,10m.